# Brandförsäkringsbolaget Tor
Brandförsäkringsbolaget Tor var ett svenskt försäkringsbolag, grundat 1888.
Man sysslade med ansvarighets-, brand-, glas-, inbrotts-, maskin- och vattenledningskadeförsäkringar.
Man inledde 1911 ett samarbete med Försäkringsbolaget Göta som kom att upphöra på 1920-talet men återupptogs 1936. Från 1937 ingick man i Vegetebolagen och 1949 upphörde verksamheten, varvid försäkringsbeståndet övertogs av Försäkrings AB Göta.